# 2009年中国グランプリ
2009年中国グランプリ（2009ねんちゅうごくグランプリ）は、2009年F1世界選手権第3戦として、2009年4月19日に上海インターナショナルサーキットで開催された。正式名称は2009 FORMULA1 Chinese Grand Prix 。中国グランプリは初開催の2004年以来シーズン終盤に開催されてきたが、序盤に変更された。

## 開催前
運動エネルギー回収システム（KERS）は、当初はマクラーレンの2台、BMWザウバーの2台、ルノーの2台の計6台が搭載して出走するといわれていたが、結局ルノーは最初から、BMWザウバーのロバート・クビサはフリー走行で試した結果、搭載を見送ったため、中国GPでKERSを使用するドライバーはマクラーレン勢の2台とBMWザウバーのニック・ハイドフェルドの計3台のみとなった。開幕戦と第2戦でKERSを搭載したフェラーリ勢は、このレースでは搭載しなかった。
ドライタイヤは、スーパーソフトとミディアムのコンパウンドが持ち込まれた。
4月15日にFIA国際控訴裁判所は、開幕戦からトヨタ、ウィリアムズ、ブラウンGPが搭載していたダブルディフューザーが合法であることを発表した。そのため、マクラーレンのルイス・ハミルトンは暫定型のダブルディフューザーを、ルノーのフェルナンド・アロンソもダブルディフューザーを搭載していた。

## 予選
土曜日のフリー走行3後にトヨタのティモ・グロックはギヤボックスを交換したため、決勝の5グリッド降格が確定している。

### 展開
気温24℃、路面温度38℃、湿度54％の条件下で予選がスタート

#### Q1
フォース・インディアのジャンカルロ・フィジケラを先頭に各車アタックに入る。トヨタ、ブラウンGP、レッドブルはハード側のタイヤ、その他のマシンはソフト側のタイヤでアタックを行う。序盤はウィリアムズのニコ・ロズベルグがトップに立つが、その後ブラウンGP、レッドブル、フェラーリ、マクラーレンのマシンが次々とトップタイムを更新していく。残り30秒でブラウンGP勢のワンツー体勢、2台ともノックアウトゾーンにいたトヨタも上位に上がってくる。残り時間がなくなり、トロ・ロッソのセバスチャン・ブルデーが15番手タイムを出すが、BMWのニック・ハイドフェルドが上回り、ブルデーがノックアウトゾーンに下がる。ブルデー、ルノーのネルソン・ピケ、BMWのクビサ、フォース・インディアの2台がQ1敗退。

#### Q2
ウィリアムズの2台を先頭に各車アタックに入る。レッドブルのセバスチャン・ベッテルのマシンを残し、他のマシンはソフト側のタイヤでアタックを続ける。そのベッテルは残り2分半になりやっとコースに出て、全車が最後のアタックに入る。最後にアタックに入ったベッテルは1発でトップタイムをマークし、Q3進出。ハイドフェルド、マクラーレンのヘイッキ・コバライネン、フェラーリのフェリペ・マッサ、トヨタのティモ・グロック、ウィリアムズの中嶋一貴がQ2敗退となった。

#### Q3
まず、ロズベルグがターゲットタイムをマークする。トロ・ロッソのセバスチャン・ブエミはソフト側のタイヤを使い切ってしまい、ハード側のタイヤでアタックに入る。ベッテルは再びピットに留まる作戦に出る。そのベッテルはQ2と同じく残り2分半でコースに入る。残り時間がなくなり、レッドブルのマーク・ウェバーがトップタイムを更新するが、その後ろからベッテルが1発でトップタイムをマーク、ルノーのフェルナンド・アロンソ、ブラウンGPのルーベンス・バリチェロがアタックをするがベッテルには及ばない。
ベッテルはQ2，Q3はわずか1回のアタックでトップタイムをマークし、昨年のイタリアグランプリ以来、自身2度目のポールポジション獲得。フロントローにはアロンソが入った。開幕2連勝のジェンソン・バトンは5番手となった。

### 結果
| 順位 | No | 名前                     | チーム                           | Q1       | Q2       | Q3       | グリッド | 重量    |
| ---- | -- | ------------------------ | -------------------------------- | -------- | -------- | -------- | -------- | ------- |
| 1    | 15 | セバスチャン・ベッテル   | レッドブル・ルノー               | 1'36.565 | 1'35.130 | 1'36.184 | 1        | 644.0kg |
| 2    | 7  | フェルナンド・アロンソ   | ルノー                           | 1'36.443 | 1'35.803 | 1'36.381 | 2        | 637.0kg |
| 3    | 14 | マーク・ウェバー         | レッドブル・ルノー               | 1'35.751 | 1'35.173 | 1'36.466 | 3        | 646.5kg |
| 4    | 23 | ルーベンス・バリチェロ   | ブラウン・メルセデス             | 1'35.701 | 1'35.503 | 1'36.493 | 4        | 661.0kg |
| 5    | 22 | ジェンソン・バトン       | ブラウン・メルセデス             | 1'35.533 | 1'35.556 | 1'36.532 | 5        | 659.0kg |
| 6    | 9  | ヤルノ・トゥルーリ       | トヨタ                           | 1'36.308 | 1'35.645 | 1'36.835 | 6        | 664.5kg |
| 7    | 16 | ニコ・ロズベルグ         | ウィリアムズ・トヨタ             | 1'35.941 | 1'35.809 | 1'37.397 | 7        | 650.5kg |
| 8    | 4  | キミ・ライコネン         | フェラーリ                       | 1'36.137 | 1'35.856 | 1'38.089 | 8        | 673.5kg |
| 9    | 1  | ルイス・ハミルトン       | マクラーレン・メルセデス         | 1'35.776 | 1'35.740 | 1'38.595 | 9        | 679.0kg |
| 10   | 12 | セバスチャン・ブエミ     | トロ・ロッソ・フェラーリ         | 1'36.284 | 1'35.965 | 1'39.321 | 10       | 673.0kg |
| 11   | 6  | ニック・ハイドフェルド   | BMWザウバー                      | 1'36.525 | 1'35.975 |          | 11       | 679.0kg |
| 12   | 2  | ヘイッキ・コバライネン   | マクラーレン・メルセデス         | 1'36.646 | 1'36.032 | 12       | 697.0kg  |         |
| 13   | 3  | フェリペ・マッサ         | フェラーリ                       | 1'36.178 | 1'36.033 | 13       | 690.0kg  |         |
| 14   | 10 | ティモ・グロック         | トヨタ                           | 1'36.364 | 1'36.066 | 19       | 652.0kg  |         |
| 15   | 17 | 中嶋一貴                 | ウィリアムズ・トヨタ             | 1'36.673 | 1'36.193 | 14       | 682.7kg  |         |
| 16   | 11 | セバスチャン・ブルデー   | トロ・ロッソ・フェラーリ         | 1'36.906 |          | 15       | 690.0kg  |         |
| 17   | 8  | ネルソン・ピケ           | ルノー                           | 1'36.908 | 16       | 697.7kg  |          |         |
| 18   | 5  | ロバート・クビサ         | BMWザウバー                      | 1'36.966 | 17       | 659.0kg  |          |         |
| 19   | 20 | エイドリアン・スーティル | フォース・インディア・メルセデス | 1'37.669 | 18       | 648.0kg  |          |         |
| 20   | 11 | ジャンカルロ・フィジケラ | フォース・インディア・メルセデス | 1'37.672 | 20       | 679.5kg  |          |         |

- Car No.10は予選前にギアボックス交換を行ったため5グリッド降格ペナルティ
- 車体重量は予選後（Q1,Q2敗退マシンは給油後の燃料含む）のもの
- Q1,Q2不通過のドライバーはチームからの申告による

## 決勝

### 展開
雨によりセーフティーカー先導によるスタートとなる。マシンによってはストレートでアクアプレーニングを起こすほどの状態。4周目にスーティル、5周目にロズベルグ、7周目にアロンソがピットインをし、それぞれ18番手、19番手、20番手でコースに戻る。8周目にセーフティーカーが戻り、9周目からレースが始まる。上位勢は2分を切るペースで周回を重ねていく。12周目にハミルトンが10コーナーでコースオフしたために後続に立て続けに抜かれ、10番手まで下がる。13周目の14コーナーではハイドフェルドがグロックと接触し、大きく順位を落とす。6番手スタートのトゥルーリはペースが上がらず順位が下がっていく。レッドブルはベッテルよりもウェバーの方が燃料を積んでいるが、14周目にウェバーからピットイン。6番手でコースに復帰。ベッテルはファステストラップをマークし、次の周回でピットイン。3番手でコースに戻る。17周目、視界が悪く、最終コーナーでクビサがヤルノ・トゥルーリに後ろから追突。フロントウイングを破損し、そのままピットイン。トゥルーリはクビサとの衝突により、リヤウイングがなくなってしまう。これにより、19周目にセーフティーカーが入る。ピットストップを行っていないブラウンGPはこのタイミングでピットストップを行う。更にブエミが後ろからベッテルに追突。これでブエミはフロントウィングを破損してしまう。21周目、マッサがエンジントラブルにより、マシンを止めてしまう。
22周目にセーフティーカーが戻り、23周目からレースが再開する。5番手走行中のハミルトンはタイヤの温まりが悪いライコネンをかわして4番手に上がる。そのライコネンは27周目にピットインを行う。下位の方では中嶋、ピケ、スーティルがスピン。29周目、14コーナーでバトンが止まれずに直進してしまう。その隙をついてウェバーが2番手に上がり、レッドブルのワンツー体勢となる。しかし31周目の最終コーナーでウェバーがオーバーランをし、バトンが2番手に戻る。3番手に下がったウェバーは次の周回でバトンをオーバーテイクし、再び2位に上がる。再びワンツー体勢となったレッドブルは互いにファステストラップを更新しながら3位以下との差を2秒ずつ引き離していく。
そのレッドブルは36周目にベッテル、38周目にウェバーがピットイン。バトンはもう1回ピットストップが残っているにもかかわらず、41周目にベッテルはバトンをコース上でかわし、トップに立つ。そのバトンは42周目にピットイン。次の周回でチームメイトのバリチェロがピットイン、5番手でコースに復帰。残り11周あたりから再び雨が強くなり、ペースが落ちてくる。ただ1台インターミディエイトタイヤを装着していたロズベルグはコースコンディションが悪化したためにタイヤ交換をしにピットストップを行う。残り10周、10コーナーでハミルトンがスピン、その隙にチームメイトのコバライネンに先行される。残り8周、最終コーナーでハミルトンがスピンし、その隙にスーティルが6番手に上がる。しかしそのスーティルは残り6周となったところ、4コーナーでスピンし、単独クラッシュ。フォース・インディア初のポイント獲得の可能性があったがこれにより、スーティルがリタイヤとなってしまった。
その後は大きな順位変動がなく、ベッテルは昨年のイタリアグランプリ以来、通算2勝目。そしてレッドブルに初優勝をもたらした。2位にはチームメイトのウェバーが入り、レッドブルのワンツーフィニッシュ。開幕2連勝のバトンが3位表彰台を獲得。4位チームメイトのバリチェロ、5、6位にはマクラーレンのコバライネン、ハミルトン、7位にグロック、8位にブエミが入り、ここまでがポイント獲得。フェラーリは28年ぶりの開幕3戦連続ノーポイントとなった。

### 結果
| 順位 | 車番 | ドライバー               | チーム                         | 周回 | タイム／リタイア     | グリッド | ポイント |
| ---- | ---- | ------------------------ | ------------------------------ | ---- | -------------------- | -------- | -------- |
| 1    | 15   | セバスチャン・ベッテル   | レッドブル・ルノー             | 56   | 1:57'43.485          | 1        | 10       |
| 2    | 14   | マーク・ウェバー         | レッドブル・ルノー             | 56   | +10.970              | 3        | 8        |
| 3    | 22   | ジェンソン・バトン       | ブラウン・メルセデス           | 56   | +44.975              | 5        | 6        |
| 4    | 23   | ルーベンス・バリチェロ   | ブラウン・メルセデス           | 56   | +1'03.704            | 4        | 5        |
| 5    | 2    | ヘイッキ・コバライネン   | マクラーレン・メルセデス       | 56   | +1'05.102            | 12       | 4        |
| 6    | 1    | ルイス・ハミルトン       | マクラーレン・メルセデス       | 56   | +1'11.866            | 9        | 3        |
| 7    | 10   | ティモ・グロック         | トヨタ                         | 56   | +1'14.476            | 19       | 2        |
| 8    | 12   | セバスチャン・ブエミ     | トロ・ロッソ・フェラーリ       | 56   | +1'16.439            | 10       | 1        |
| 9    | 7    | フェルナンド・アロンソ   | ルノー                         | 56   | +1'24.309            | 2        |          |
| 10   | 4    | キミ・ライコネン         | フェラーリ                     | 56   | +1'31.750            | 8        |          |
| 11   | 11   | セバスチャン・ブルデー   | トロ・ロッソ・フェラーリ       | 56   | +1'34.156            | 15       |          |
| 12   | 6    | ニック・ハイドフェルド   | BMWザウバー                    | 56   | +1'35.834            | 11       |          |
| 13   | 5    | ロバート・クビサ         | BMWザウバー                    | 56   | +1'46.853            | 17       |          |
| 14   | 21   | ジャンカルロ・フィジケラ | フォースインディア・メルセデス | 55   | +1 Lap               | 20       |          |
| 15   | 16   | ニコ・ロズベルグ         | ウィリアムズ・トヨタ           | 55   | +1 Lap               | 7        |          |
| 16   | 8    | ネルソン・ピケ           | ルノー                         | 54   | +2 Laps              | 16       |          |
| 17   | 20   | エイドリアン・スーティル | フォースインディア・メルセデス | 50   | アクシデント         | 18       |          |
| Ret  | 17   | 中嶋一貴                 | ウィリアムズ・トヨタ           | 43   | トランスミッション   | 14       |          |
| Ret  | 3    | フェリペ・マッサ         | フェラーリ                     | 20   | 電気系               | 13       |          |
| Ret  | 9    | ヤルノ・トゥルーリ       | トヨタ                         | 18   | アクシデントダメージ | 6        |          |